# خودروی حمل زندانیان
خودروی حمل زندانیان (اسپانیایی: El furgón‎) یک فیلم کمدی اسپانیایی است که در سال ۲۰۰۳ منتشر شد.

## گزیدهٔ بازیگران
- سانچو گراسیا
- لوئیس کوئنکا
- السا پاتاکی